# Sibu
Pour l'île du même nom, voir Île Sibu.
Sibu est une ville de l'État du Sarawak en Malaisie. Sa population s'élevait à 247 995 habitants en 2010.

## Géographie
Sibu est arrosée par la Rajang et se trouve à 184 km au nord-est de Kuching, la capitale de l'État du Sarawak.

## Histoire
Avant le 1er juin 1873, Sibu était un village connu sous le nom de "Maling", où seules existaient quelques maisons en bois. La population était alors majoritairement malaise.
En 1841, Sarawak était dirigée par le Raja Blanc, James Brooke. La troisième division de l'état est créée, et prend le nom du ramboutan local du fait de sa profusion, appelé localement "Buah Sibu" en langue Iban.
En 1901, Wong Nai Siong conduit une première vague de chrétiens de Fuzhou à Sibu en quête d'une terre pour s'établir et développer l'économie locale, avec l'autorisation du Rajah Charles Brooke. À la suite de la révolte des Boxers, et de la répression des chrétiens chinois, nombre d'entre eux sont contraints à l'émigration hors de Chine, particulièrement à Sibu et Sitiawan.
Wong Nai Siong arrive à Singapour en septembre 1899. De là, il voyage en Malaisie occidentale, à Sumatra et dans les Indes orientales néerlandaises, sans parvenir à trouver un endroit pour s'y établir lui et les siens. En Avril 1900, à la suite d'un accord passé avec le Rajah de Sarawak, il explore la vallée du fleuve Rajang, pour y découvrir son delta fertile, et décide de s'y établir.
Ainsi, trois vagues successives d'immigrants chinois viennent à leur tour s'y établir. La première représentait 72 personnes, la seconde 535 et la troisième 511, soit 1118 au total.

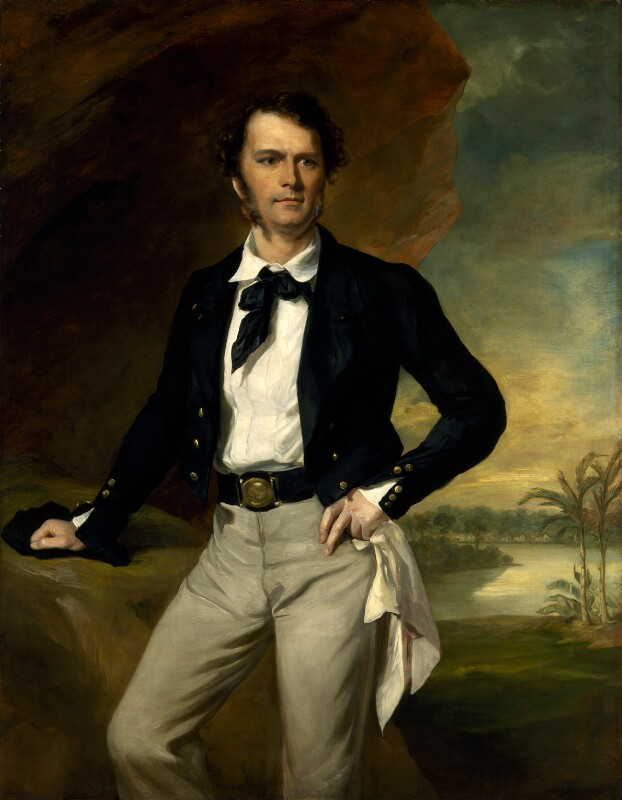
Sir James Brooke (1803–1868)
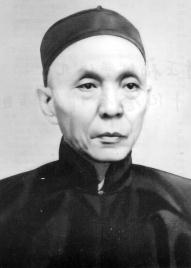
Wong Nai Siong (1849─1924)

## Jumelages
- Sitiawan
- Bintulu
- Miri
- Fuzhou
- Xian de Gutian
- Min Chiang
- Îles Matsu
- Sydney
- Singkawang